# OG (esports)
OG (también llamada OG Esports) es una organización profesional de deportes electrónicos con sede en Europa. Fundada en agosto de 2015, es reconocida por su equipo de Dota 2, campeón de The International en 2018 y 2019, y compite asimismo en Counter-Strike 2, Rocket League y Honor of Kings.

## Historia

### Dota 2
OG se formó en agosto de 2015 como “(monkey) Business” por Tal “Fly” Aizik y Johan “N0tail” Sundstein tras su salida de Team Secret. Pronto se renombró OG y ganó el Major de Frankfurt 2015. Tras un resultado discreto en Shanghái 2016, se impuso en Manila 2016 y Boston 2016, y añadió el Kiev Major en 2017.
En 2018, con Topson, Ceb y el regreso de ana, superó las rondas abiertas y conquistó The International 8, logrando más de 11 M$ y rompiendo la racha china en años pares. Repitió título en TI9 en 2019 (14-2 en grupos y victoria 3-1 sobre Team Liquid), llevándose 15,6 M$.
Entre 2020 y 2021 vivió varios cambios de plantilla (retiros de JerAx, Ceb, ana; fichajes de Sumail, MidOne). En TI10 fue eliminada por Team Spirit.
OG participó en el torneo 1win Series Dota 2 Fall en noviembre de 2024, con un premio total de 100 000 US$. 

## Equipos

### Dota 2
- Wisper (Offlaner)
- Ari (Support)
- Ceb (Support)
- bzm (Midlane)
- N0tail (Support)

### Counter-Strike 2
- F1KU
- k1to
- regali
- Nexius
- HeavyGod
- degster (sub)
- FASHR (sub)

### Rocket League
- noly
- JKnaps
- comm